# Robert Manzon
Robert Manzon, född 12 april 1917 i Marseille, död 19 januari 2015 i Cassis i Bouches-du-Rhône, var en fransk racerförare.
Manzon körde 29 formel 1-lopp mellan 1950 och 1956, huvudsakligen för franska Gordini. Hans karriär toppades av två tredjeplatser. Manzon var den siste överlevande deltagaren från den allra första F1-säsongen. 

## F1-karriär
| Säsong | Stall/Tillverkare                               | Poäng | Placering |
| ------ | ----------------------------------------------- | ----- | --------- |
| 1950   | Equipe Gordini                                  | 3     | 14        |
| 1951   | Equipe Gordini                                  | 0     | -         |
| 1952   | Equipe Gordini                                  | 9     | 6         |
| 1953   | Equipe Gordini                                  | 0     | -         |
| 1954   | Ecurie Rosier (Ferrari 625 F1) Scuderia Ferrari | 4     | 15        |
| 1955   | Equipe Gordini                                  | 0     | -         |
| 1956   | Equipe Gordini                                  | 0     | -         |

### Trea i F1-lopp
1. Belgien 1952
2. Frankrike 1954